# Rundmålningsbyggnaden

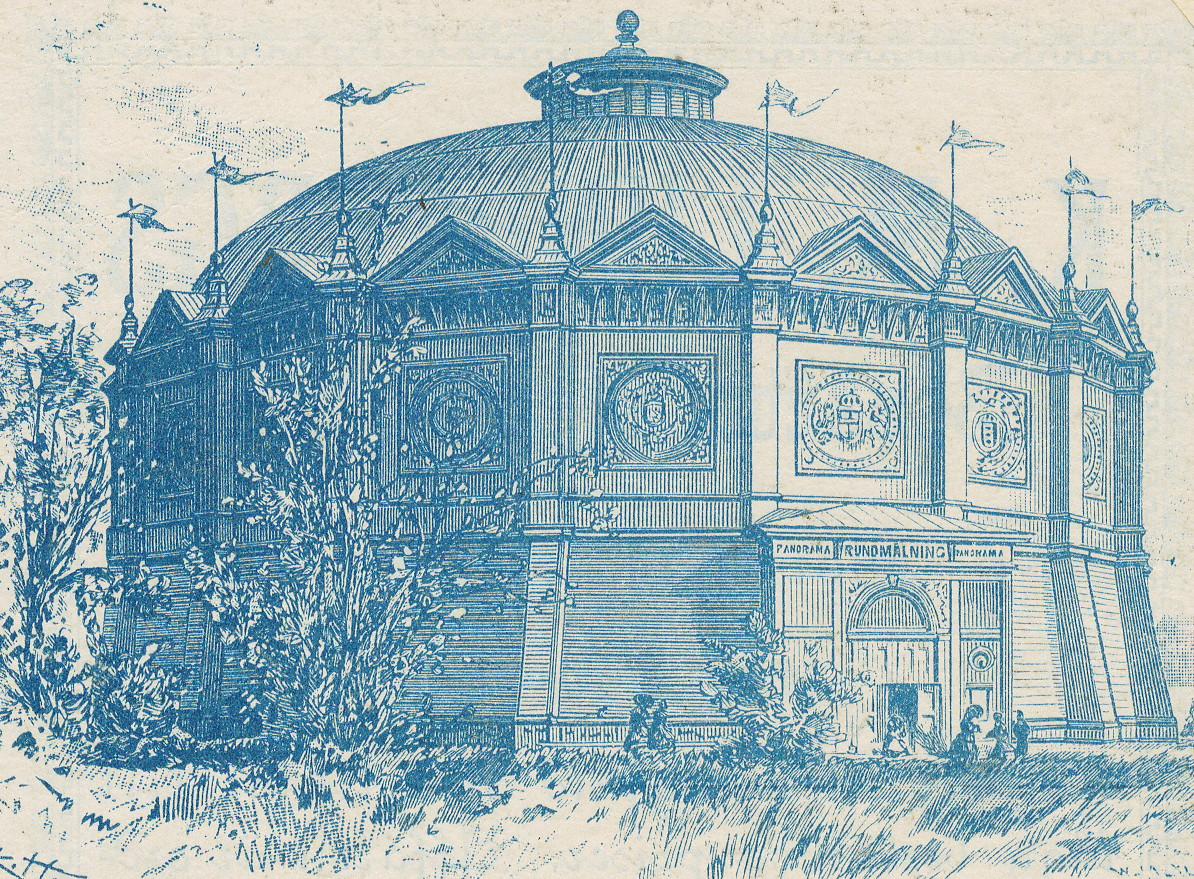
Rundmålningsbyggnaden, reklamblad, blåtonad xylografi.

Rundmålningsbyggnaden var en panoramabyggnad på Kaptensudden på Södra Djurgården i Stockholm där man visade cykloramor. Anläggningen uppfördes 1886 och revs 1906.

## Historik

### Bakgrund
I slutet av 1800-talet fick bilder från när och fjärran i alla dess former allt mer betydelse för allmänheten. I snabb takt kom bok- och pressillustrationer, vykort, tittskåp, fotografiska stillbilder och rörliga bilder. Bilder gav nya perspektiv och kunskap. Speciellt så kallade bildteatrar blev populära, bland dem cykloramor som var en slags 360 graders rundmålningar där publiken omslöts av motivet.

### Byggnad

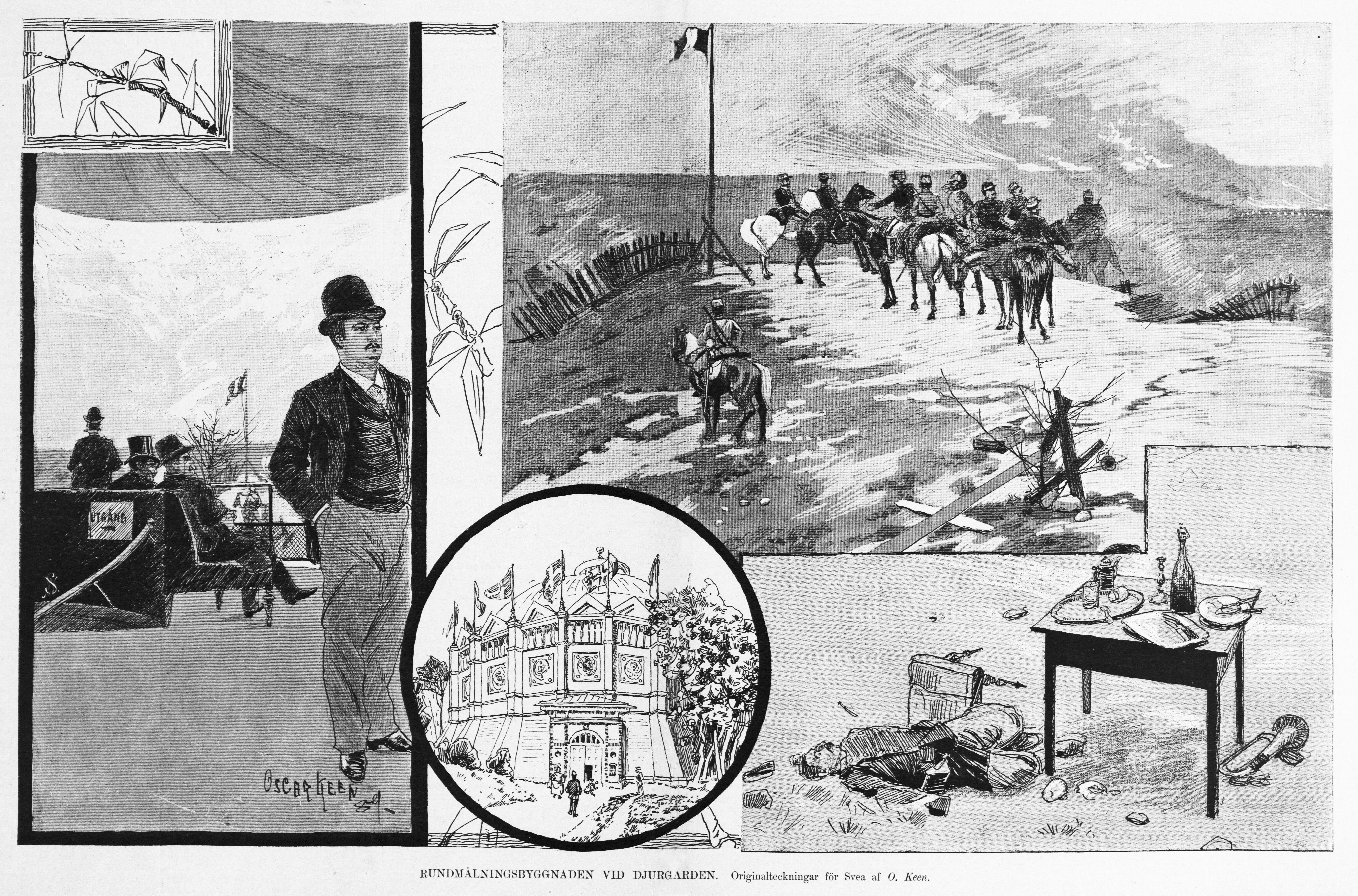
Interiör, illustration av Oscar Keen 1886.

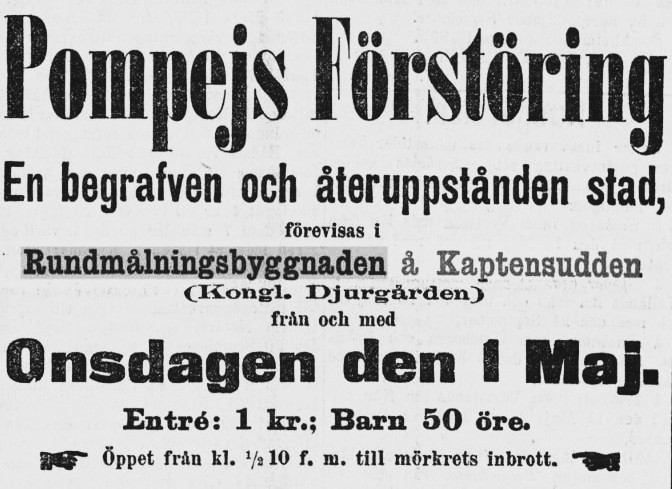
"Pompejs Förstöring", annons 1895.

Sveriges första rundmålning presenterades av det 1885 grundade Allmänna Rundmålningsaktiebolaget vars initiativtagare var arkitekt Magnus Isæus. Tanken var att "giva Stockholm en smula storstadsprägel", som samtida pressen uttryckte det. På Kaptensudden intill gamla Djurgårdsbron i Stockholm fann bolaget en bra plats för sitt projekt. Tomten hade bolaget 1885 förvärvat av Lars Constans Pontin (1800–1891). Området var bebyggt med Pontinska villan och öster om den lät den nye ägaren uppföra Rundmålningsbyggnaden efter ritningar av arkitekterna Magnus Isæus och Carl Sandahl, huset stod färdigt 1889. Det var en 20-sidig rotunda med kupoltak krönt av en lanternin som släppte in dagsljus. Huset påminde om en gasklocka och var rik dekorerat efter tysk förebild.

### Rundmålningsbyggnadens interiör
Besökaren kom in i en mörk gång för att vänja ögat. En trappa upp kom man till en cirkelrund plattform omgiven av en balustrad. Det fanns inga väggar utan en monumental målning som löpte runt hela rummet med en horisont som försvann i fjärran. Belysningen kom i form av indirekt dagsljus ovanifrån och riktades av ett tältformigt segel på målningen. Överkanten var dold och i nederkanten fanns en förgrund med naturtrogen gestaltning. Meningen var att publiken inte skulle se var förgrunden slutade och målningen började. Besökaren kunde slå sig ner på soffor och beundra sceneriet. Enligt Stockholms Dagblad, som var närvarande vid premiären, var illusionen perfekt och man trodde sig vara på plats.
Man visade totalt två panoramamålningar fram till 1896. Den första hade premiär 1889 och kallades Pariser-kommunens sista dag eller striden på Buttes Chaumont den 27 maj 1871. Den hade en målning av nederländaren Wilhelm Martens som utgångspunkt, vilken hade inköpts från kontinenten till ett fördelaktigt pris av Allmänna Rundmålningsaktiebolaget och modifierats av Julius Kronberg och medhjälpare. Kronberg ansvarade även för förgrundens realistiska gestaltning visande ett ruinlandskap med döda i naturliga kostymer. Målningen var 16,2 meter hög och hade en omkrets på 116 meter.
Den andra rundmålningen kallades Pompejs Förstöring – En begrafven och återuppstånden stad och premiärvisades den 1 maj 1895. Motivet föreställde Pompejis förstöring genom Vesuvius år 79 efter Kristus. Den rundmålningen var skapad av den franske arkitekten Prosper Bobin (1844–1923). Entréavgift var 1 krona för vuxna och 50 öre för barn (drygt 66 respektive 33 kronor i 2019 års penningvärde). Eftersom belysningen skedde genom dagsljus stängde man vid mörkrets inbrott.

### Slutet och rivning
År 1896 lämnade Allmänna Rundmålningsaktiebolaget Kaptensudden som skulle ingå i Allmänna konst- och industriutställningen. Rundmålningsbyggnaden fanns kvar under utställningen men användes inte som cyklorama utan som servering och paviljong för kemist tekniska produkter. Byggnaden revs slutligen 1906 och de dyrbara panoramamålningarna skulle säljas. En av spekulanterna var Gröna Lunds grundare Jacob Schultheis som bjöd lågt och fick köpa. Vid bortforslandet sågade han till säljarnas förskräckelse itu målningarna. Schultheis lär ha svarat: "Nu har jag väv och skyltar och dekorationer för alla mina Tivolitält så länge jag lever. Prima väv och framförallt billig väv". Kaptensudden kom 1908 i Djurgårdsförvaltningens ägo. 1910 började den planteras och sedan 1916 står här den svenska kopian av Eldhs Wennerberg-staty.

### Historiska bilder

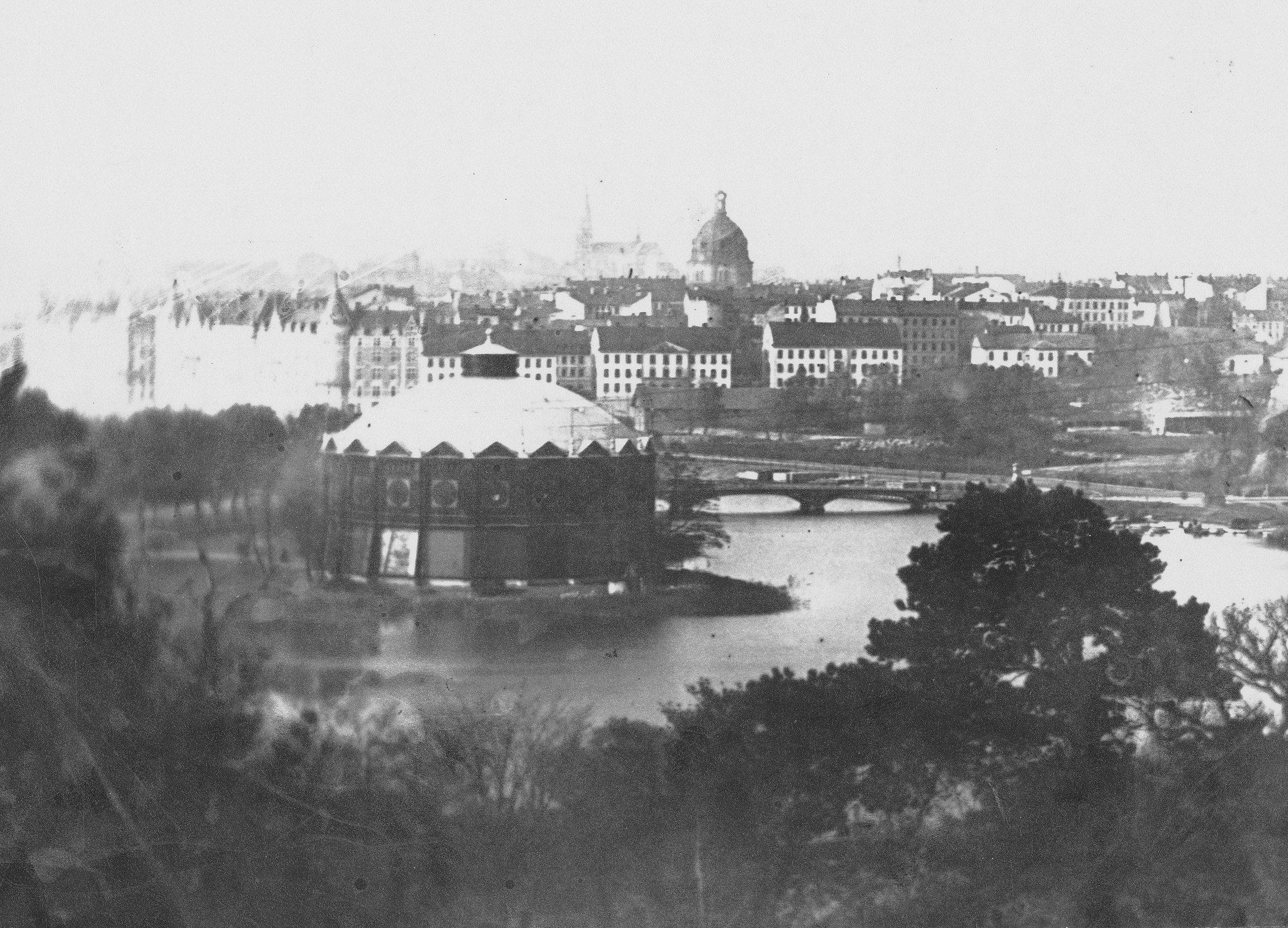
Vy från Skansen med gamla Djurgårdsbron i bakgrunden, 1890.
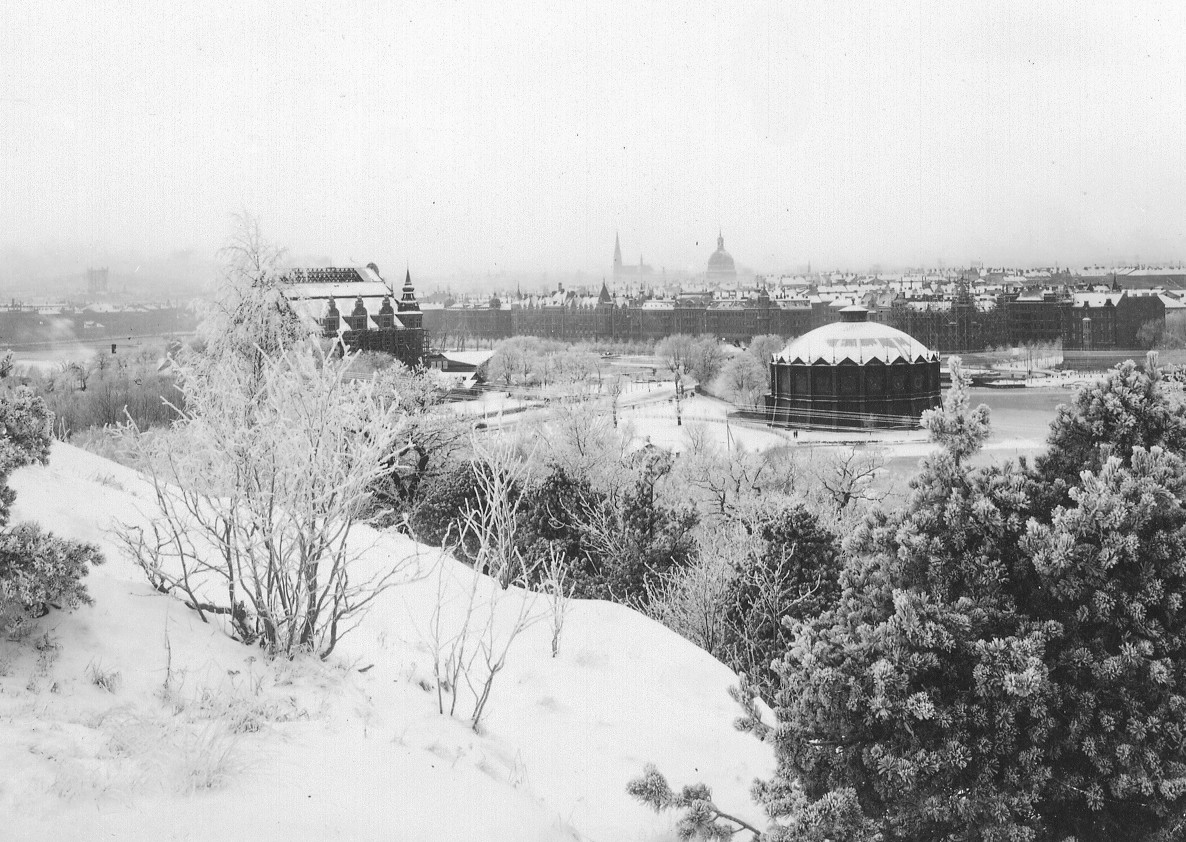
Vy från Skansen med Nordiska museet under byggnad, 1890-tal.
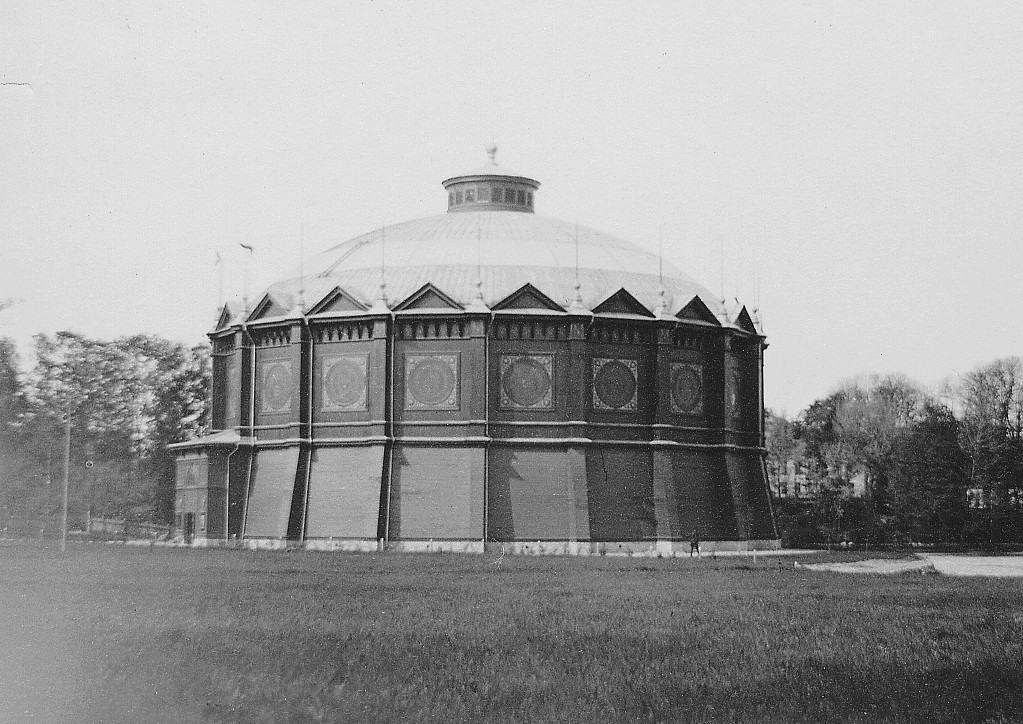
Vy från Lejonslätten, 1891.
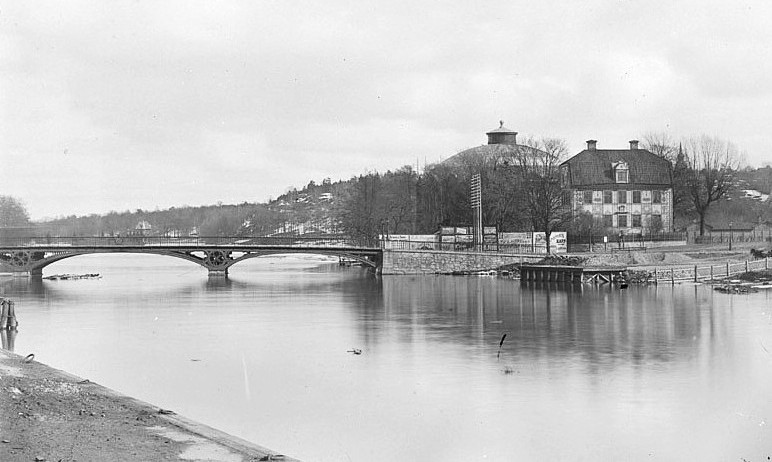
Vy från Strandvägen med gamla Djurgårdsbron och Pontinska villan, 1895.